# Alpiscorpius uludagensis
Espèce
Synonymes
- Euscorpius mingrelicus uludagensis Lacroix, 1995

Alpiscorpius uludagensis est une espèce de scorpions de la famille des Euscorpiidae.

## Distribution
Cette espèce est endémique de la province de Bursa en Turquie,.

## Description
Le mâle décrit par Tropea, Yağmur et Fet en 2015 mesure 22,29 mm et la femelle 24,28 mm.

## Systématique et taxinomie
Cette espèce a été décrite sous le protonyme Euscorpius mingrelicus uludagensis par Lacroix en 1995. Elle est élevée au rang d'espèce par Tropea, Yağmur et Fet en 2015. Elle est placée dans le genre Alpiscorpius par Kovařík, Štundlová, Fet et Šťáhlavský en 2019.

## Étymologie
Son nom d'espèce, composé de uludag et du suffixe latin -ensis, « qui vit dans, qui habite », lui a été donné en référence au lieu de sa découverte, l'Uludağ.

## Publication originale
- Lacroix, 1995 : Euscorpius (E.) mingrelicus Kessler, 1876 en Turquie anatolienne (Arachnida:Scorpionida). Arachnides, vol. 26, p. 4–6.